# Les Noës
Les Noës település Franciaországban, Loire megyében. Lakosainak száma 208 fő (2022. január 1.). Les Noës Saint-Nicolas-des-Biefs, Laprugne, Arcon, Renaison és Saint-Rirand községekkel határos.

## Népesség
A település népességének változása:
| Lakosok száma | 241  | 163  | 148  | 151  | 196  | 206  | 208  | 210  | 211  | 208  |
|               | 1968 | 1982 | 1990 | 2006 | 2013 | 2015 | 2017 | 2019 | 2020 | 2022 |